# Bahnhof Porto São Bento

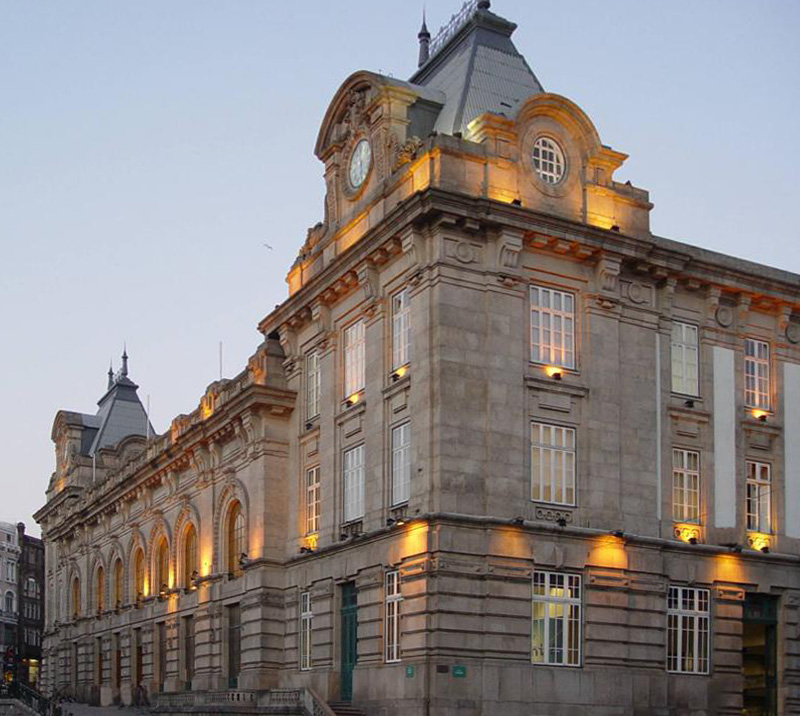
Empfangsgebäude

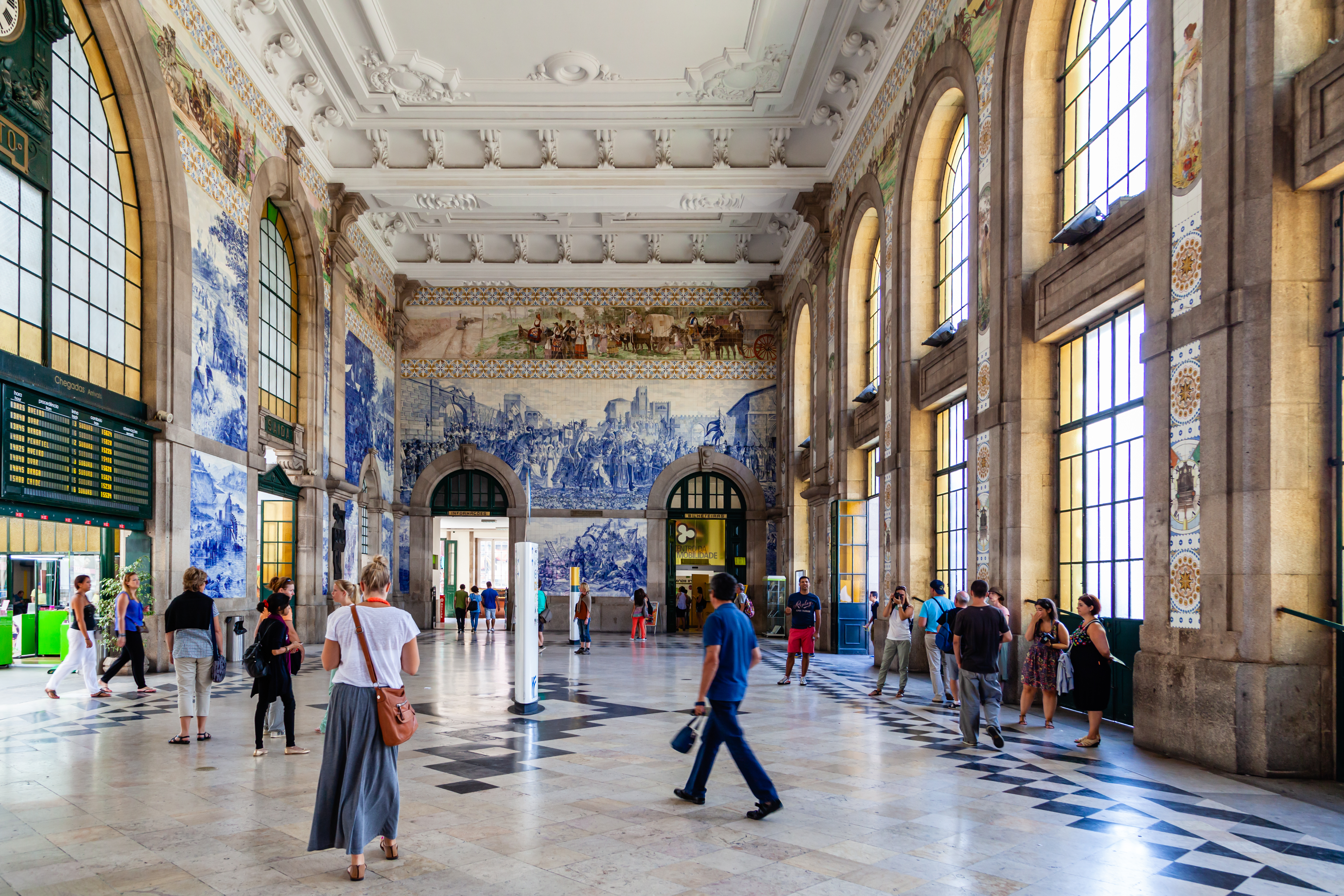
Eingangshalle des Bahnhof São Bento

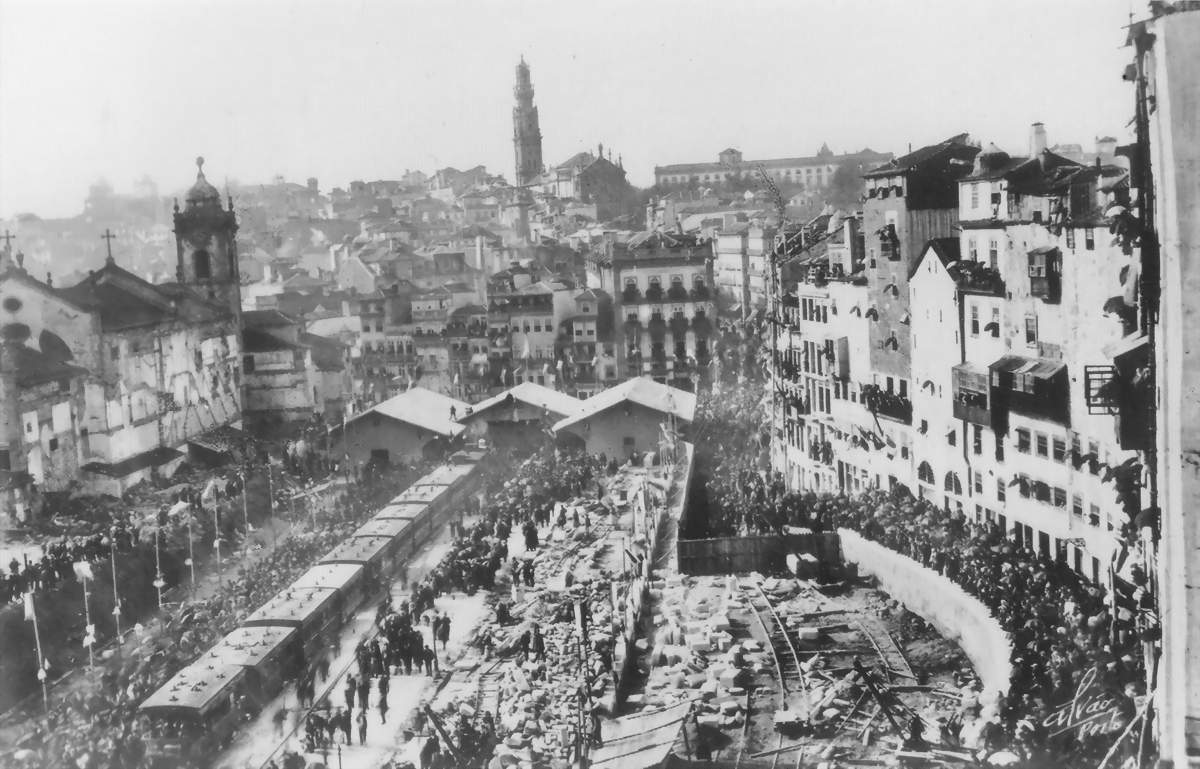
Der erste Zug erreicht den provisorischen Bahnhof São Bento auf der Praça da Liberdade am 7. November 1896.

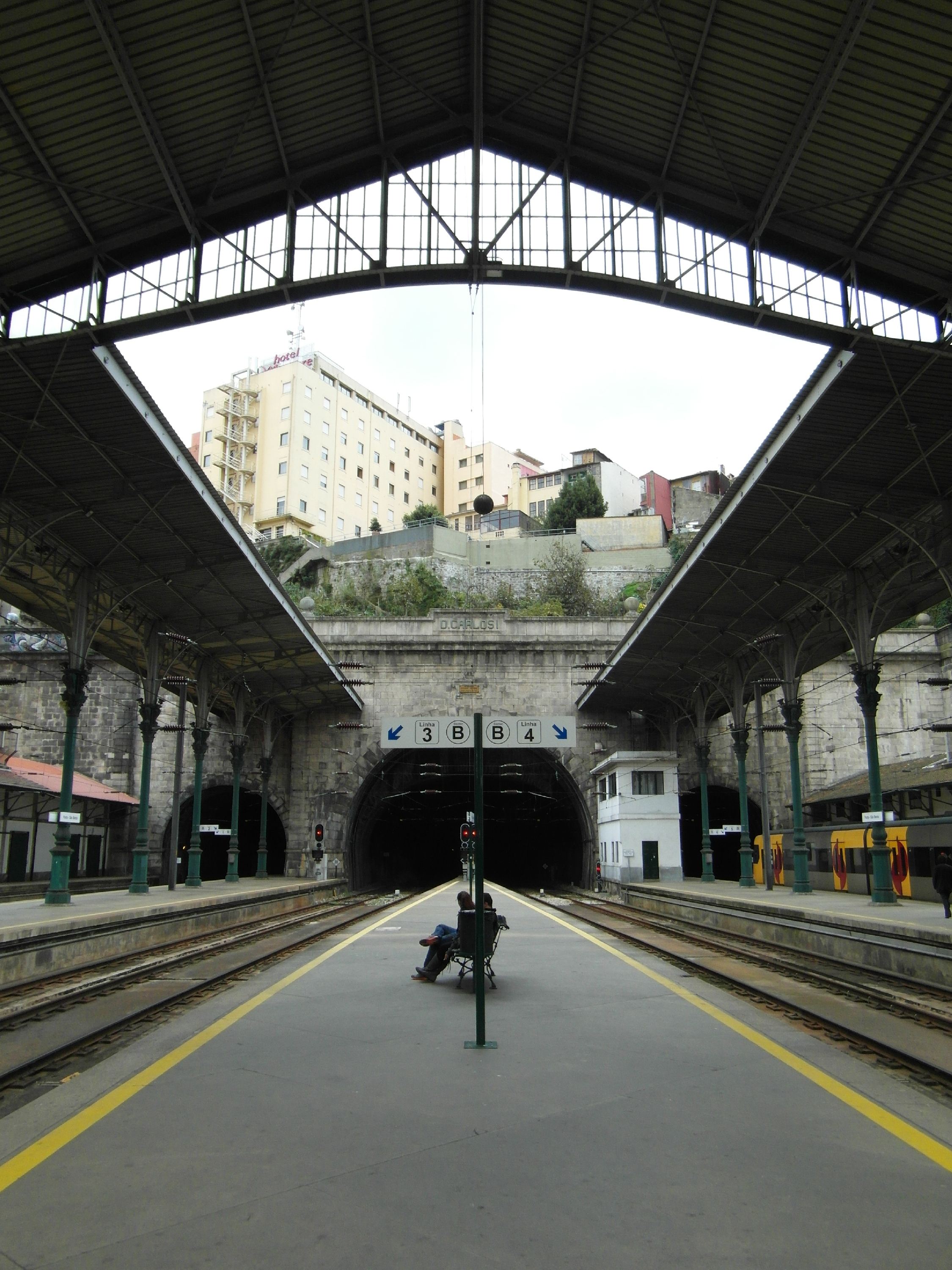
Tunnelportal

Der Bahnhof Porto São Bento (['poɾtu ˌsɐ̃uˈbɛ̃tu]) ist ein innerstädtischer Bahnhof in der nordportugiesischen Stadt Porto, gelegen am Praça de Almeida Garrett. Erste Züge fuhren bereits 1896 bis nach São Bento, das Gebäude selbst ging jedoch 1916 in Betrieb. Der Bahnhof befindet sich auf dem Gelände des früheren Klosters Mosteiro de São Bento de Avé-Maria, heute ist nur noch der Name des Klosters erhalten. Den Bahnhof selbst entwarf der Architekt José Marques da Silva, für die mit zahlreichen Azulejos gestaltete Vorhalle war der Maler Jorge Colaço verantwortlich. Unter dem Platz vor dem Bahnhofsgebäude liegt der von Siza Vieira 1999 entworfene U-Bahnhof São Bento.
São Bento ist zudem Sitz der CP-Tochtergesellschaft CP Urbanos do Porto, zudem ist ein Übergang zum Stadtbahnsystem Portos, der Metro do Porto, möglich.

## Geschichte
1518 befahl König Manuel I. von Portugal, dass auf seine Kosten innerhalb der Stadtmauern Portos ein Kloster gebaut werden sollte, es erhielt den Namen Mosteiro de São Bento de Avé-Maria. Die in der Umgebung befindlichen Klöster in Rio Tinto, Vila Cova, Tarouquela und Tuías löste die katholische Kirche daher auf und gründete das neue Kloster im Jahr 1535.
Mit dem Erstarken des Liberalismus in Portugal im 19. Jahrhundert konfiszierte die Regierung, nach der Auflösung der verschiedenen Orden, die Güter und Gebäude der Kirche. 1892, nach dem Tod des letzten Mönchs des Mosteiro de São Bento de Avé-Maria, ging das Kloster in Besitz des Staates über. Während das Kloster selbst im Jahr 1894 abgerissen wurde, blieb die Kirche bis 1901 noch stehen.
Währenddessen war bereits 1875 sowohl die Linha do Minho von Viana do Castelo als auch die Linha do Douro aus dem Douro-Tal von der Königlich Portugiesischen Eisenbahngesellschaft (Companhia Real dos Caminhos de Ferro Portugueses) eröffnet, die Züge endeten jedoch zunächst am weit von der Innenstadt entfernten Bahnhof Campanhã. Der Vorschlag der Verlängerung stand außer Frage, das Problem bestand jedoch in der Suche eines geeigneten, neuen Bahnhofsgebäudes. Schnell war klar, dass das ehemalige Kloster für den neuen Bahnhof weichen sollte. Während die Abrissarbeiten noch liefen, verlängerte die Königlich Portugiesische Eisenbahngesellschaft die Strecke von Campanhã am 7. November 1896 bis in die Innenstadt, obwohl es noch keinen Endbahnhof gab. In dieser Zeit endeten die Züge direkt am Praça da Liberdade, drei kleine Holzhäuser beherbergten Fahrkartenschalter und Wartesaal.
Der Beginn für die Arbeiten am neuen Bahnhof, dessen Grundstein ein Stein des alten Klosters bildete, und die drei neuen, innerstädtischen Tunnel Túnel da Quinta da China (96 Meter), Túnel do Monte do Seminário (225 Meter) und Túnel das Fontainhas/Túnel de São Bento (753 Meter), die für einen reibungslosen Betrieb notwendig waren, war am 22. Oktober 1900. Das neue Bahnhofsgebäude, das eine Fläche von 551 Quadratmeter umfasst, entwarf der aus Porto stammende Architekt José Marques da Silva. Für die Vorhalle konnte der Künstler Jorge Colaço gewonnen werden. Dieser gestaltete die Vorhalle des Bahnhofes mit zahlreichen, typisch portugiesischen Fliesenbildern, den sogenannten Azulejos. Auf den Bildern stellte Colaço unter anderem Infante D. Henrique bei der Eroberung Ceutas, die Heirat Joãos I. mit Filipa de Lencastre und die Vorstellung Egas Moniz’ vor dem König Afonso VII von Kastilien und Léon dar.
Das Bahnhofsgebäude in der Form eines „U“ ging nach gut 16 Jahren Bauarbeiten erst am 5. Oktober 1916 in Betrieb. Seitdem enden die Züge aus dem Douro- und dem Minho-Tal sowie Guimarães und Aveiro in dem Bahnhof. Fernverkehrszüge hielten nur in Ausnahmefällen am Bahnhof. Der Haupteingang befindet sich bis heute am Praça de Almeida Garrett, die Seitenflügel verlaufen parallel zu den Straßen Rua de Madeira und Rua de Loureiro.
Die erste Eisenbahnstrecke vom Bahnhof Campanhã zum Innenstadtbahnhof São Bento führt unterhalb der jetzigen zweigleisigen Strecke auf halber Höhe am Hangufers entlang. Die stillgelegte Bahntrasse mit den drei Tunneln ist noch sichtbar. Ein Fußweg führt auf der Bahntrasse entlang. Der Eingang zum Tunnel in Richtung Bahnhof São Bento wurde mit einem Tor verschlossen.
1966 ließ die staatliche Caminhos de Ferro Portugueses die gesamte Strecke zwischen Lissabon und Porto elektrifizieren, inklusive des Bahnhofs São Bento. Seit 1997 ist das Bahnhofsgebäude als „Gebäude des öffentlichen Interesses“ (imóvel de interesse público) in der Denkmalschutzliste des IGESPAR registriert.
Seit 2005 gibt es einen direkten Übergang zwischen den Vorort- und Regionalzügen der Comboios de Portugal und dem neu errichteten Stadtbahnsystem Portos, der Metro do Porto. Am gleichnamigen U-Bahnhof der Stadtbahn hält die Linie D, auch Linha de Gaia genannt. Der unterirdische Bahnhof mit zwei Seitenbahnsteigen ist wie die anderen im Portuenser Stadtbahnnetz sehr schlicht gehalten, kleinteilige Fliesen mit unterschiedlich hellen Farbnuancen bestimmten die Gestaltung. Die Gestaltung des U-Bahnhofes übernahm der portugiesische Architekt Álvaro Siza Vieira, während fast alle anderen unterirdischen Stadtbahnhöfe in Porto von Eduardo Souto de Moura entworfen wurden.
Ende 2008 stellte die Invesfer, eine Tochtergesellschaft der REFER, Pläne für den Ausbau des Bahnhofes zu einem Shoppingcenter vor. Die portugiesische Denkmalschutzbehörde erhob derweil Einspruch gegen diese Pläne.
Seitdem die staatliche Eisenbahngesellschaft Comboios de Portugal die Geschäftsbereiche ausgegliedert hat, hat die Tochtergesellschaft CP Urbanos do Porto, die für den Lokal- und Regionalverkehr in der Region Porto zuständig ist, ihren Sitz im Bahnhof São Bento.